# Acacia paniculaeflora
Acacia paniculaeflora é uma espécie de leguminosa do gênero Acacia, pertencente à família Fabaceae.